# 小さなスーパーマン ガンバロン
『小さなスーパーマン ガンバロン』（ちいさなスーパーマン ガンバロン）は、日本テレビ系列局ほかで放送されていた特撮テレビドラマである。日本テレビと読売広告社と創英舎の共同製作。全32話。
製作局の日本テレビでは1977年4月3日から同年12月24日まで放送。放送時間は、第25話までは毎週日曜18:30 - 19:00（日本標準時）で、第26話からは毎週土曜7:00 - 7:30の放送となった。

## 解説
『スーパーロボット レッドバロン』『スーパーロボット マッハバロン』に続くバロンシリーズの第三作とされるが、日本テレビ側の意向により前二作とは大きく方向転換された。
視聴者と同世代の子供が主人公となり、変身ヒーローものの要素が加わった。後半からの変身ヒーローが巨大ロボットに乗るという構図は本作品がエポックメイキングであったとされる。ストーリーはコメディ色が強く打ち出された一方で、レギュラーとして特撮ファンにも馴染みの深い黒部進、天本英世らが起用された。
日本テレビ音楽との連携により、シリーズ初期には人気アイドルのゲスト出演が行われた。第1話にはフォーリーブス、第2話には当初ピンク・レディーがキャスティングされたが、スケジュールの都合でザ・リリーズが代わって出演している。しかしこの路線はスケジュール調整や予算面での困難さを伴い、短期間で放棄された。
制作会社は『レッドバロン』『マッハバロン』の日本現代企画に替わり、その分派である創英舎が担当している。前2作同様若駒のアクションチームがアクションを担当し、主役のガンバロンやドワルキンのスーツアクターも担当していた。なお、終盤の千葉県御宿ロケ編ではアクション担当が、仮面ライダーシリーズを担当した大野剣友会に交代している。この千葉県御宿ロケ以降は、オープニングも変更されている。
番組の開始当初は、視聴率的にも好調で比較的予算にも恵まれ、シリーズ中盤では大々的にグアム島ロケが敢行されている。しかしメインスポンサーだったブルマァクが倒産、資金繰りが困難になり後半は大幅に制作規模を縮小せざるを得なくなった。結果、千葉県御宿温泉に舞台を限定し、登場人物は主人公の天道輝をはじめとする少年タイムズメンバーと悪役のドワルキンのみに限定した展開でワルワル博士は全く登場しなくなり、頻繁な過去エピソードの再放映を挟みつつ、結果的には32話で打ち切りとなった。
2007年、誕生30周年を迎え、第32話ラストで『また来週も見てね』と視聴者に約束したにもかかわらず、不本意な終わり方をせざるを得なかった本作品をいまだに愛するファンたちの熱意が実り、主人公を演じた安藤一人たちによって同年5月26日に『ガンバロン30周年記念イベント』が開催された。
現在はDVD-BOX（全5巻）にまとめられたビデオパッケージや、2007年より開始されたインターネット動画配信サービス・バンダイチャンネル、2021年より開始された同じくインターネット動画配信サービスのBF STREAMなどで全話視聴が可能。

## 主な登場人物

### 少年タイムス
天道 輝（）
主人公。4月3日生まれで小学5年生。白鳥台第四小学校に通い、子供新聞の豆記者グループ「少年タイムス」に所属する10歳（ガンバロン誕生と同時に11歳になる）の少年。その名の通り太陽のように明るく天真爛漫な性格の持ち主。笑窪が出る笑顔がチャームポイント。両親は仕事でアメリカに滞在中なので、家では執事のムッシュと2人暮らし。世界一の科学者だった祖父の遺言を受け、「ガンバローン!」の掛け声と共に小さなスーパーマン・ガンバロンとなる。
- 掲載誌『テレビマガジン』にアンドロイドという設定が記述されたことがある。

デスク
「少年タイムス」のリーダーを務める11歳の少年。本名は「大場真一」。東大を目指す小学6年生。
アリス
大工の父を持つ「少年タイムス」の女性記者で、輝の同級生。後に塾通いで多忙になり、13話を最後に「少年タイムス」から脱退する。
チーコ
アリスの妹。小学2年生の頑張り屋で、独楽回しが得意。輝を「輝にいちゃん」と呼んで慕っている。
ケンダマ
輝の同級生。渾名（あだな）の通りケン玉の名人。小学1年生のジロウという弟がいる。後に父親の転勤で九州へ行くことになり、第13話を最後に「少年タイムス」から脱退する。
ロング
第14話でアリスに代わって「少年タイムス」に参加した、10歳の豆記者。デスクに好意を寄せている。第9話や第13話では、街頭インタビューに彼女そっくりの女の子が参加していた。
カッパ
第14話でケンダマに代わって「少年タイムス」に参加した、10歳のおかっぱ頭の少年。運動神経抜群で泳ぎの名人。
西郷 大造
「少年タイムス」のオーナーで、渾名は「大将」。「少年タイムス」の編集社となるポンコツバスを提供した。ガソリンスタンドを経営する江戸っ子の頑固親父で、いざとなると巨大なスパナを武器にする。5年前の自分の誕生日に妻を亡くしている。
西郷 百合
大造の一人娘で、「日報社」に勤める美人記者。「少年タイムス」の良きアドバイザーである。第14話ではグラマラスなビキニ姿を披露している。

### 怪人ドワルキンとその手下
ワルワル博士
優秀な頭脳を持つ町の発明家だが、平和が大嫌いという意地悪な59歳の老人。老人とは到底思えない堂々たる体躯の持ち主。その科学を、人を困らせることばかりに使う。可愛い子供と梅干しが好きで、犬は苦手。シルクハットは30年間愛用しているらしい。「魔法のマント」を着て怪人ドワルキンになる。
怪人ドワルキン
ワルワル博士が「魔法のマント」を着て変身する怪人。この姿になると本当の悪人となり、平和や友情を憎み、人々を不幸のどん底に叩き込もうとその科学力で悪事を行う。武器のトマホークは、柄のドクロマークから催眠光線を出す機能や、警察犬の10倍の嗅覚で相手を探す「逃亡者探知レーダー」を内蔵している。小型ジェット機・イジワルーンに乗る。頭の角と泳げないことが弱点。

番頭ワルベエ
ワルワル博士に仕える助手で、ドワルキンの正体を知る唯一の人物。小柄だが、悪知恵に長けている。喋るとき、語尾に「〜でゴワル」とつける。

### その他
磯間 頑輔
町の治安を守る警察署長で、渾名は「ヘソマガリ署長」。大将以上に頑固な性格。「少年タイムス」が事件に首を突っ込むことを、あまり良く思っていない。みどりという姪がいる。
ムッシュ
白いタキシードに身を包んだ天道家の執事。輝の秘密を知る唯一の人物で、天道邸の「コンピューター司令室」からガンバロンの行動をサポートする。無口で笑わない男だが、底知れぬ実力を秘めている。愛車は赤いランボルギーニ・カウンタックLP400。
ゴエモン
ムッシュが大旦那（輝の祖父）の遺言だった壁のジグソーパズルを3年がかりで完成させた結果、その後ろから現れた大電子頭脳。輝の祖父の遺志を受け継いでおり、輝を厳しく育てる一方で、輝が直面する様々な問題を分析し、アドバイスする。髭に相当する部分はディスプレイでデータなどの画像を映し出す。第1話で輝を口から吸い込みガンバロンへの変身能力を引き出した。

## ガンバロンの能力
ガンバロン
天道輝が「ガンバローン！」と叫び、「バロンパーツ」を身につけることで身体がパーツと同化し強化され、ガンバロンに変身する。第9話と第24話で使用したバロンビーム、第9話で使用したバロンスピンなどの技を持つ。
ガンバロンになれるのは、4月3日6時47分6秒47に生まれた輝だけである。

### バロンパーツ
世界一流の科学者だった輝の祖父が作成した5つのパーツ。
バロンメット
10トンの岩石も防ぐ、フード付きヘルメット。頭突きでビルの壁も壊せる。防毒面、潜水ヘルメット、宇宙ヘルメットにもなる。無線装置付きで基地の大電子頭脳「ゴエモン」と連動する。右のダイヤルで聴力を100倍に、左のダイヤルで視力を100倍にでき、後者は500メートル先のアリも見えるほか、切り替えで暗視は元より透視さえも可能。第31話ではバロンテレパシーでロングを励ました。ダイバロン操縦時は輝の顔が露出するオープンタイプに変化する。
バロンベスト
耐熱、耐寒機能に優れ、ピストルの弾も跳ね返す特殊チョッキ。
バロンアーム
ジャンボジェット機を軽々と持ち上げ、コンクリートの壁もぶち破る特殊長手袋。
バロンウィング
背中に取り付ける、天使の羽の形をした飛行装置。平均時速800kmで飛行できる。瞬間的には弾丸より早く飛ぶことが可能。これを外して空に投げ、「コチャコーイ、○○（マシン名）」と叫び、マシンを呼ぶことも可能（呼びかけを受けてムッシュが「緊急発進、○○」とコントロールコンソールのレバーを操作する）。ブーメランとしても使える。
バロンブーツ
ジェット推進装置を備え、10メートルの跳躍力と新幹線以上の走行速度を持つ特殊ブーツ。特殊磁力により、垂直壁面も登れる。

## ガンバロンのマシン
三機とも同型の露出型操縦席を備える。操縦席前部の小型の風防はヒライダーは銀、トブーンは赤に塗装されている。なお、バクシーンのみ風防が付いていない。

小型高速戦闘飛行機トブーン
ガンバロンの愛用機。ガンバロンの声に反応して動き、どんな小さな広場でも垂直に離着陸出来る。
ダイバロンの操縦席になる。

支援飛行機ヒライダー
万能爆撃機。火を消し、建物や列車を軽々と運ぶ。パワー全開で宇宙まで飛び出す。ミサイル、岩石吸い取り機を装備。
ダイバロンの上半身に変形する。

攻撃戦車バクシーン
超大型戦車。飛行、潜地も可能。ミサイルを装備。ドリルを装備しており、第5話で地中に潜るために使用。
ダイバロンの下半身に変形する。

ダイバロン
第14話で初登場。万能爆撃機ヒライダー、小型戦闘機トブーン、攻撃戦車バクシーンの3機のマシンが「合身ダイバロン」の言葉で合体して誕生する正義の巨大ロボット。
両胸から放つ光線ダイバロンフラッシュ、ロケットパンチのダイバロンパンチ（バロンパンチと呼ばれることもある）、両肩のノコギリを飛ばす必殺武器ダイバロンクラッシュ（バロンクラッシュと呼ばれることもある）、第24話で巨大狼男を倒した銀の弾丸を放つシルバースイッチなど、全身に30以上の武器を内蔵。操縦席のあるへその部分が弱点。
操縦者にはかなり鍛えられた体が要求され、実はガンバロンスーツはそれを補うためのパワーアシストスーツでもある。初めて操縦したガンバロンには操縦レバーを動かすことさえ出来なかった。そのために輝はランニング、6キロのスイミング、絶対低温-273度の耐寒訓練といった過酷な訓練をこなした。

## キャスト
- 少年タイムス記者 天道輝：安藤一人
- 少年タイムスリーダー デスク：古川清隆
- 少年タイムス記者 アリス：河端未和（第1 - 13話）
- 少年タイムス記者 ケンダマ：内海敏彦（第1 - 13話）
- 少年タイムス記者 ロング：金月真美（第14 - 32話）
- 少年タイムス記者 カッパ：谷部勝彦（第14 - 32話）
- 少年タイムス記者 チーコ：西島久美
- 西郷百合：原田真弓（第1 - 26話）
- 西郷大造、解説：石川進
- ガンバロン：車邦秀、久保勇一、湯川泰男
- 怪人ドワルキン：牧野好年、伊藤雄治
- 怪人ドワルキンの声：飯塚昭三
- 番頭ワルベエ：花巻五郎（第1 - 26話）
- ワルワル博士：天本英世（第1 - 26話）
- ガンバロンの声：中越司（第3 - 13話）
- ナレーター、ゴエモンの声：中江真司（第1 - 26話）
- ムッシュ：黒部進（第1 - 26話）
- 磯間署長：深江章喜（第1 - 26話）

## スタッフ
- 企画：渡辺一彦（日本テレビ音楽）、内間稔（読売広告社）
- チーフプロデューサー：山本時雄（日本テレビ）
- プロデューサー：高橋昭男（日本テレビ）、大野実（読売広告社）、鈴木清（創英舎）
- 監督：東条昭平、古澤憲吾、深沢清澄
- 脚本：長坂秀佳、田口成光、上原正三
- 音楽：ミッキー吉野、ゴダイゴ[注釈 5]
- キャラクターデザイン：札木幾夫（スタジオシップ）
- ミニチュアデザイン：山口修
- アシスタントプロデューサー：安田邦宜
- 撮影・特殊技術：大岡新一
- 撮影：宮下成治
- 照明：松丸善明
- 美術：寒竹恒雄
- 操演：小笠原亀
- 助監督：大内健二、伊与田一雄
- 録音：成田茂、大塚晴寿、整音スタジオ
- 効果：伊藤克巳、スワラプロ
- 制作主任：神野智
- 装飾：東海林雅悦、岩清水昌弘
- 美粧：石塚俊美
- 衣裳：佐藤君子、大和衣裳
- 記録：高橋千津子
- 編集：石川允久
- ネガ編集：久松七子
- 番宣担当：鈴木利幸
- タイトル：デン・フィルム・エフェクト
- フィルム合成：東宝特殊技術課 → 東宝映像
- VTR合成：東洋現像所ビデオセンター
- 造型：コスモプロ
- 特殊模型：郡司製作所
- 操演：沼里企画
- 舞台装置：常舞台
- 現像：東京現像所
- 衣裳協力：チャイルド、ESTERN CAMPERS
- 掲載誌：テレビマガジン、たのしい幼稚園、おともだち
- 制作協力：伊豆自転車の国・サイクルスポーツセンター、日本現代企画、ホテルニューハワイ
- 制作：日本テレビ、読売広告社、創英舎（フィルム上では「創英舎」のみがクレジット）

## 主題歌
オープニングテーマ「ガンバロン'77」
作詞：千家和也 / 作曲・編曲：ミッキー吉野 / 歌：ザ・バーズ、ジャニーズ少年団、ミッキー・スティーブとアサノシ
エンディングテーマ「友達のガンバロン」
作詞：千家和也 / 作曲・編曲：ミッキー吉野 / 歌：ザ・バーズ、ジャニーズ少年団、ミッキー・スティーブとアサノシ
上記2曲を収録したEPレコードの発売元はビクターレコード。

## 挿入歌
全て作曲・編曲はミッキー吉野。
「ちっちゃなひみつ」
作詞：千家和也 / 歌：桜井妙子、ザ・バーズ
「ごくろうさん」
作詞：クニ河内 / 歌：石川進
「レッツ・ゴー!ダイバロン」
作詞：千家和也 / 歌：天馬昇三
メロオケ版が劇中でのダイバロンの合体・活躍シーンで毎回使用された。
「ドワルキン・ブルース」
作詞：能丸武 / 歌：スティーブおとうさん
「輝け!少年タイムス」
作詞：丹羽しげお / 歌：ザ・バーズ
「おまかせゴエモン」
作詞：安田州良 / 歌：安田おじさんとガンバロンオーケストラ
上記6曲に加え主題歌2曲を収録したLPレコードもビクターレコードから発売。
2007年5月25日にガンバロン30周年記念として、『小さなスーパーマン ガンバロン オリジナルサウンドトラック』のタイトルでCDとして復刻された。翌5月26日には、川崎市渡田東町町内会館内特設ステージにおいて安藤一人、石川進、西島久美の三人が登場し、「CD復刻記念サイン会&握手会」がファンクラブの手によって行われた。

## 放送日程
参照宇宙船SPECIAL 1998, p. 228
| 話数 | 放送日   | サブタイトル                   | 脚本              | 監督              |
| ---- | -------- | ------------------------------ | ----------------- | ----------------- |
| 1    | 4月3日   | 出たぞ！オソロシゴリラ         | 長坂秀佳          | 東条昭平          |
| 2    | 4月10日  | オソロシゴリラの逆襲           | 長坂秀佳          | 東条昭平          |
| 3    | 4月17日  | 危うし！SL・新幹線             | 長坂秀佳          | 古澤憲吾          |
| 4    | 4月24日  | 負けるな！ナマズ大地震         | 長坂秀佳          | 古澤憲吾          |
| 5    | 5月1日   | 怪人ドワルキン！怒りの挑戦状   | 上原正三          | 深沢清澄          |
| 6    | 5月8日   | 大ピンチ！あばけ悪魔の正体     | 上原正三          | 深沢清澄          |
| 7    | 5月15日  | 恐怖！ガリバー大作戦           | 田口成光          | 東条昭平          |
| 8    | 5月22日  | 大爆発！涙のサッカーボール     | 田口成光          | 東条昭平          |
| 9    | 5月29日  | 見たぞ！ダイヤを吐く西洋人形   | 長坂秀佳          | 古澤憲吾          |
| 10   | 6月5日   | 驚き！歩くドラム缶バクダン     | 長坂秀佳          | 古澤憲吾          |
| 11   | 6月12日  | あ！化けタヌキのビックリ作戦   | 長坂秀佳          | 深沢清澄          |
| 12   | 6月19日  | 大暴れ！誕生日の人くいグマ     | 田口成光          | 深沢清澄          |
| 13   | 6月26日  | 助けて！凧にさらわれたチー子   | 長坂秀佳          | 深沢清澄          |
| 14   | 7月3日   | でっかいぞ！ダイバロン登場     | 上原正三          | 東条昭平          |
| 15   | 7月10日  | やっつけろ！無敵ダイバロン     | 上原正三          | 東条昭平          |
| 16   | 7月17日  | 怪談シリーズ！化け猫騒動       | 長坂秀佳          | 古澤憲吾          |
| 17   | 7月31日  | 怪談シリーズ！ユーレイ屋敷     | 長坂秀佳          | 古澤憲吾          |
| 18   | 8月7日   | グアム島シリーズ！マゼランの宝 | 長坂秀佳          | 深沢清澄          |
| 19   | 8月14日  | グアム島シリーズ！伝説の魔神   | 長坂秀佳          | 深沢清澄          |
| 20   | 8月21日  | グアム島シリーズ！怒りの巨人   | 長坂秀佳          | 深沢清澄          |
| 21   | 8月28日  | すごいぞ！天才塾の子供たち     | 上原正三          | 東条昭平          |
| 22   | 9月4日   | たたりか！暴れだした地獄魔神   | 上原正三          | 東条昭平          |
| 23   | 9月11日  | つかまえて！赤ちゃん大脱走     | 田口成光          | 古澤憲吾          |
| 24   | 9月18日  | 本当!? 狼が街にやってきた      | 田口成光          | 古澤憲吾          |
| 25   | 9月25日  | 謎！謎!? 怪人ドワルキン二人    | 長坂秀佳          | 深沢清澄          |
| 26   | 10月1日  | 巨人ドワルキン対ダイバロン     | 長坂秀佳          | 深沢清澄          |
| 27   | 10月8日  | 見たぞ！デスクがロボットに     | 長坂秀佳 田口成光 | 東条昭平 深沢清澄 |
| 28   | 10月22日 | 大変！輝がドワルキンの味方!?   | 長坂秀佳 田口成光 | 東条昭平 深沢清澄 |
| 29   | 11月12日 | 飛びだせ！僕らの力を試す時     | 長坂秀佳 田口成光 | 東条昭平 深沢清澄 |
| 30   | 11月26日 | あぶない拳銃に狙われた四人     | 長坂秀佳 田口成光 | 東条昭平 深沢清澄 |
| 31   | 12月17日 | バクハツ！黄金のカブト虫       | 長坂秀佳 田口成光 | 東条昭平 深沢清澄 |
| 32   | 12月24日 | ぶっとばせ！嘘つきドワルキン   | 長坂秀佳 田口成光 | 東条昭平 深沢清澄 |

３クール目の放映時には、6話分の過去エピソード再放映が挟まれた。
10月15日：第14話｢やっつけろ！無敵ダイバロン｣
10月29日：第18話｢グアム島シリーズ！マゼランの宝｣
11月5日：第19話｢グアム島シリーズ！伝説の魔神｣
11月19日：第20話｢グアム島シリーズ！怒りの巨人｣
12月3日：第22話｢たたりか！暴れだした地獄魔神｣
12月10日：第24話｢本当!? 狼が街にやってきた｣

## 放送局
※ 福島中央テレビ以外は本放送開始時
- 日本テレビ：日曜 18:30 - 19:00（第25話まで）　→ 土曜 7:00 - 7:30（第26話から）
- 札幌テレビ
- 青森放送
- テレビ岩手：日曜 18:30 - 19:00（第25話で終了）[9]
- 秋田放送
- 山形放送：日曜 18:30 - 19:00（第25話で終了）[10]
- ミヤギテレビ：日曜 18:30 - 19:00（第25話まで）　→ 土曜 7:00 - 7:30（第26話から）[11]
- 福島中央テレビ：土曜 7:00 - 7:30（第26話から。第25話までは未放送）[12]
- 新潟総合テレビ：木曜 17:20 - 17:48[13]
- 北日本放送：日曜 18:30 - 19:00[14][15]
- 石川テレビ：木曜 18:00 - 18:30[16]
- 福井放送：日曜 18:30 - 19:00（第25話で終了）[14][15]
- 山梨放送
- 中京テレビ
- よみうりテレビ
- 日本海テレビ
- 広島テレビ
- 山口放送
- 西日本放送
- 南海放送
- 高知放送
- 福岡放送
- テレビ長崎
- 熊本放送：木曜 17:30 - 18:00[17]
- 大分放送
- 鹿児島テレビ：日曜 18:30 - 19:00[18]
- 沖縄テレビ